# Андреас Каплан
Андреас Каплан (роден на 5 октомври 1977 г. в Мюнхен, Германия) е професор по дигитална трансформация, по-специално изкуствен интелект и виртуални светове, и експерт в областта на висшето образование. Той е президент на университета по логистика в Хамбург. Преди това Каплан е ректор на Висшето училище по търговия на Париж, което е част от Сорбоната.

## Проучване
Проучването на Каплан е насочено към дигиталната трансформация на обществото, най-вече породената от напредъка в областта на изкуствения интелект и комуникациите в социалните медии. Изследване на Станфордския университет включва Каплан в групата на най-значимите и влиятелни учени в света. В Google Наука Каплан е цитиран над 40 000 пъти.

## Кариера
Каплан започва кариерата си в Института за политически науки в Париж и ESSEC, преди да се присъедини към Висшето училище по търговия на Париж, на което става ректор. В момента е президент на университета по логистика в Хамбург. Каплан е един от основателите на Европейския център за конкурентоспособност на дигиталните пазари и е член на изпълнителния консултативен съвет по образование на Козминския университет.

## Образование
Каплан има хабилитация от Сорбоната и докторска степен от Университета в Кьолн и HEC Париж. Той получава степен по публична администрация от École Nationale d'Administration, научна степен „доктор“ от ThePower Business School, магистърска степен от ESCP и бакалавърска степен от университета Лудвиг – Максимилианс в Мюнхен.

## Публикации
- Kaplan Andreas (October 2015) European business and management. Sage Publications Ltd., London. ISBN 9781473925144
- Kaplan, Andreas (2021). Higher Education at the Crossroads of Disruption: The University of the 21st Century, Great Debates in Higher Education. United Kingdom: Emerald Publishing. ISBN 9781800715042.
- Kaplan, Andreas (2022). Artificial Intelligence, Business and Civilization: Our Fate Made in Machines. United Kingdom: Routledge. ISBN 9781032155319.
- Kaplan, Andreas (2022). Digital Transformation and Disruption of Higher Education. United Kingdom: Cambridge University Press. ISBN 9781108838900.